# Pycnogonum gibberum
Pycnogonum gibberum är en havsspindelart som först beskrevs av Marcus (du Bois Reymond, och fick sitt nu gällande namn av E. 1963. Pycnogonum gibberum ingår i släktet Pycnogonum och familjen Pycnogonidae. Inga underarter finns listade i Catalogue of Life.